# Gnathorhynchus riseri
Gnathorhynchus riseri är en plattmaskart som beskrevs av Tor Karling 1995. Gnathorhynchus riseri ingår i släktet Gnathorhynchus och familjen Gnathorhynchidae. Inga underarter finns listade i Catalogue of Life.